# Otrøelva
Otrøelva est une rivière située dans le comté d'Oppland, en Norvège. 

## Géographie
Elle prend source dans les montagnes du Filefjell, et plus précisément dans le lac Vangsmjøse. Elle fait partie du bassin versant de la rivière Begna, rejoignant cette dernière au-dessus du Vangsmjøse.[réf. nécessaire]